# Luis María Martínez
Luis María Martínez y Rodríguez, född den 9 juni 1881 i Molinos de Caballeros, i Tlalpujahua i Michoacán, död den 9 februari 1956, var romersk-katolsk ärkebiskop av Mexiko och ledamot av Academia Mexicana de la Lengua.
Från början filosof i den skolastiska traditionen, ledde honom hans fokus på tingens yttersta natur till teologin. Han var också författare av andlig poesi.
Även om hans traditionella värderingar gjorde honom till en skarp kritiker av vissa aspekter av Mexikos modernisering bibehöll han alltid en särskild relation till folket.
Han ledde firandet av femtioårsjubileet av kröningen av Vår Fru av Guadalupe, och förklarade: "Jag är Zumárraga" med avsikten att dra mexikaner som "vandrat" bort tillbaka till kyrkan.
Han inträdde i akademin 1953, och många av hans predikningar översattes till franska, italienska och tyska.